# Arariboia
Arariboia (do tupi araryboîa, "araramboia"; Ilha de Paranapuã, c. 1520 – Niterói, 1589) foi um chefe do povo temiminó, pertencente à etnia tupi, que habitava o litoral brasileiro no século XVI. Ao ser batizado pelos jesuítas, recebeu o nome cristão de Martim Afonso de Sousa, em homenagem ao donatário da Capitania de São Vicente, Martim Afonso de Sousa.
Ficou conhecido na história devido à sua aliança com os portugueses, fundamental para a conquista da baía de Guanabara frente aos tamoios e franceses, em 1567. Como recompensa, recebeu da coroa portuguesa a propriedade de terras localizadas na entrada da baía de Guanabara. Ali foi estabelecida a aldeia de São Lourenço, que futuramente daria origem à cidade de Niterói, da qual é considerado o fundador.

## Biografia

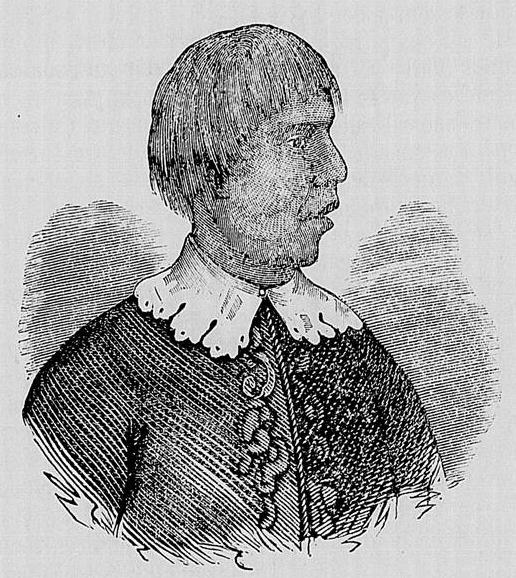
'Martim Afonso de Souza - o Ararigboia', autor desconhecido. Retrato publicado na edição 06465 do Jornal 'O Fluminense' no ano de 1906, na matéria "Nicteroy: 1503-1906".

Filho do chefe Maracajá-Guaçu, principal chefe dos temiminós, Arariboia foi o líder dos temiminós durante o confronto de temiminós e portugueses contra tamoios e franceses pelo controle da baía de Guanabara. Depois de seu grupo ser expulso do Rio de Janeiro pelos inimigos indígenas e se mudar para o Espírito Santo, fundou a região de Carapina com a aldeia de São João.
Ao retornarem à baía de Guanabara juntamente com os portugueses, foram personagens fundamentais na conquista daquele espaço. Ele foi o primeiro a entrar no baluarte inimigo no confronto de 20 de janeiro de 1567, em Uruçumirim, no atual outeiro da Glória. Empunhava uma tocha, com a qual explodiu o paiol de pólvora e abriu caminho para o ataque. Em um episódio com contornos de lenda, Arariboia teria atravessado as águas da baía a nado para liderar o assalto. O fato é que, com o seu apoio, a operação portuguesa contra os franceses foi um sucesso, tendo os portugueses obtido assim o controle sobre a baía de Guanabara.
Após a derrota dos tamoios, converteu-se ao cristianismo e adotou o nome de Martim Afonso de Sousa, em homenagem ao homônimo navegador português, que comandou uma exploração portuguesa que tocou a Guanabara em 1530. Como recompensa pelos seus feitos, foi agraciado com o titúlo de Cavaleiro da Ordem de Cristo, além de receber terras da Coroa Portuguesa. Primeiramente recebeu um terreno no atual bairro de São Cristóvão, que fica próximo à Ilha do Governador. Essa localização foi indicada na Carta da Baía de Guanabara, do cartógrafo Luiz Teixeira, como a Aldea de Martinho. Posteriormente, em 1573, recebeu um terreno no outro lado da Guanabara, onde teria a missão de proteger a entrada da baía. Tal sesmaria recebeu o nome de São Lourenço dos Índios. É apresentada por muitos como a origem da cidade de Niterói.

Segundo o padre jesuíta Gonçalo de Oliveira, ele se casou em 1570 na cidade do Rio de Janeiro com uma mulher indígena, referenciada pelos termos da época como mameluca, por ser filha de um português e uma indígena. Essa mulher, também seguindo o costume daquele período, não foi nomeada pelo padre. O casamento foi descrito com acontecimento memorável: uma festa com um banquete, em que Arariboia partiu de sua aldeia com seis grandes canoas, e foi acompanhada por portugueses e temiminós. 

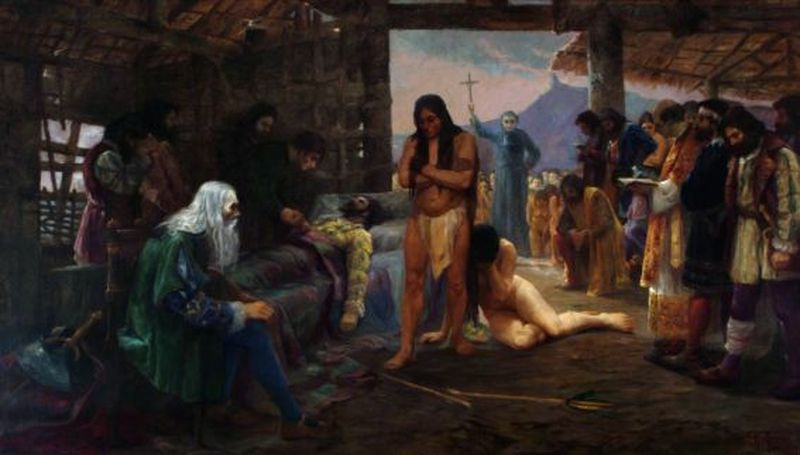
Quadro "A morte de Estácio de Sá" Antônio Parreiras, de 1911. Arariboia representado ao centro em trajes íngenas.

Terminou os seus dias em conflito com o novo governador-geral da Repartição Sul do Estado do Brasil, Antônio Salema (1575-1577). Na cerimônia oficial de posse, tendo Arariboia se deslocado de Niterói até o Rio de Janeiro, sentou-se cruzando as pernas. O fato veio a desagradar o governador, que o repreendeu. Arariboia rebateu tal repreensão retrucando: "Minhas pernas estão cansadas de tanto lutar pelo seu Rei, por isto eu as cruzo ao sentar-me, se assim o incomodo, não mais virei aqui." O já idoso cacique voltou, então, para a sesmaria de Niterói, não mais tendo retornado ao Rio de Janeiro.
A causa da morte de Arariboia é tida como incerta. Por muito tempo, acreditou-se que ele se afogara nas imediações da Ilha de Mocanguê, em 1589. Essa versão passou a ser contestada, no entanto, após o pesquisador Serafim Leite encontrar uma carta jesuítica datada do mesmo ano, que informava que Arariboia falecera vítima de uma epidemia.

## Contexto histórico

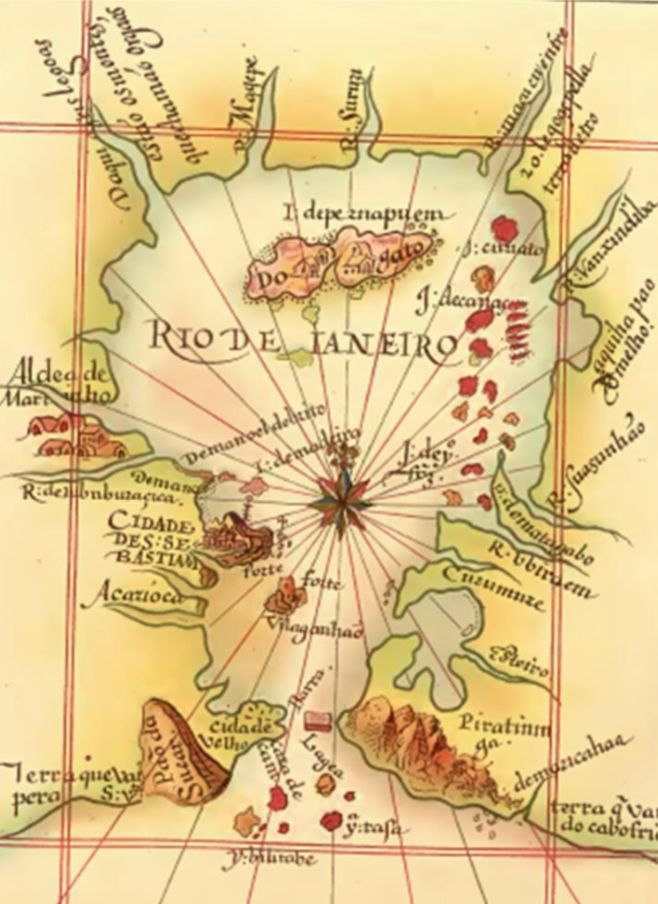
Mapa intitulado “Carta da baía de Guanabara” do cartógrafo português Luis Teixeira, c. 1574-1578. A iconografia faz parte do manuscrito “Roteiro de Todos os Sinais” localizado na Biblioteca da Ajuda em Lisboa, Portugal. A atual Ilha da Guanabara é identificada como "Ilha do Gato", em referência ao líder temiminó.

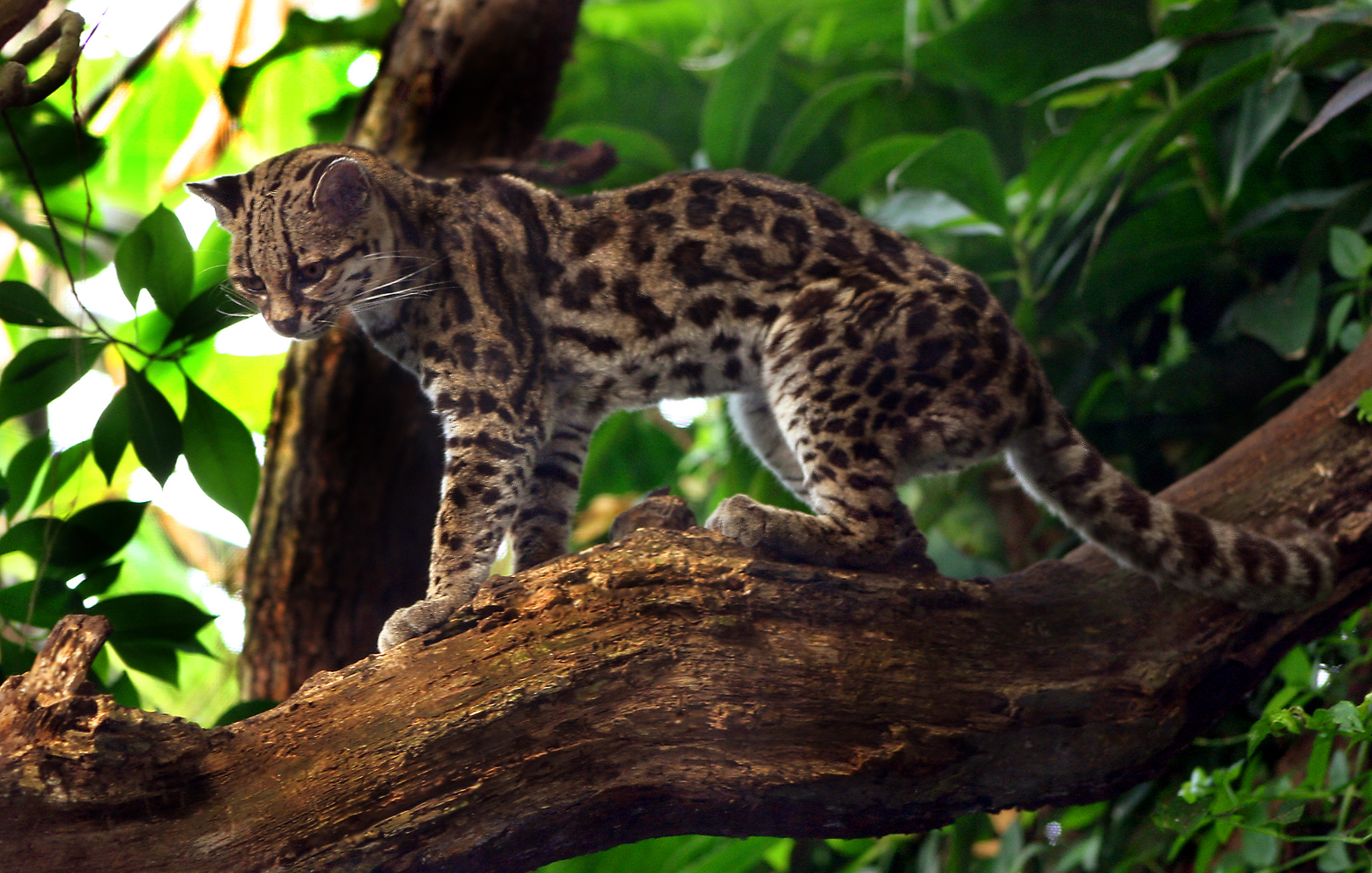
O Leopardus wiedii, também conhecido como gato-maracajá, é uma espécie nativa da América Central e da América do Sul. Vive em florestas perenes e decíduas. Os temiminós eram chamados de "índios do gato" em referência ao gato-maracajá, se tornando posteriormente uma informação topográfica.

Em 1556, os temiminós que viviam na ilha de Paranapuã (atual Ilha do Governador), foram expulsos de suas terras pelos seus tradicionais inimigos tamoios. Dentre eles, estava o Arariboia. Eles pediram ajuda aos portugueses e o governador Vasco Fernandes Coutinho, aconselhado pelo padre Luís da Grã, convidou os temininós a seguirem para a Capitania do Espírito Santo, enviando quatro embarcações para a viagem. Ao chegarem nas terras capixabas, os temiminós reorganizaram a sua aldeia e foram catequizados pelos jesuítas.
Do ponto de vista geopolítico, a baía de Guanabara era uma região estratégica. O domínio de Portugal sobre ela era essencial para  o país controlar a rota rumo ao Oceano Índico, além de impedir possíveis interferências no tráfego das naus portuguesas que passavam pelo litoral brasileiro. No entanto, a esquadra francesa se instalara na baía em 1555, ocupando a ilha de Serigipe (a atual ilha de Villegagnon), onde ergueram o Forte Coligny. Para se contrapor às forças portuguesas, o comandante dos franceses, Nicolas Durand de Villegagnon, firmou uma aliança com os tamoios, que se dispuseram em cerca de 70.000 homens naquela faixa do litoral. O acordo impediu que as forças enviadas de Salvador por Mem de Sá, governador-geral do Brasil, em 1565, conseguissem uma vitória definitiva contra os franceses. Com a unidade da colônia correndo perigo, Mem de Sá mandou vir do reino seu sobrinho Estácio de Sá e o incumbiu de adotar a mesma estratégia dos franceses: arregimentar apoio indígena.
Quando a Coroa de Portugal enviou ao Brasil o seu terceiro governador-geral, Mem de Sá, com um contingente de soldados bem armados para retomar a baía de Guanabara dos franceses, os portugueses estabeleceram aliança com Arariboia, que havia sucedido a seu pai como líder dos temiminós. Nesse sentido, o conflito já existente entre as duas etnias indígenas (tamoios e temiminós) favoreceu aos interesses lusos, que precisavam de apoio para reconquistar a baía. Os lusitanos conseguiram, desse modo, reforçar os seus efetivos em cerca de 8.000 indígenas conhecedores do território e inimigos tradicionais dos tamoios, que os ajudaram a expulsar os franceses e a etnia indígena rival da Guanabara.
O confronto mais violento ocorreu em 20 de janeiro de 1567, em Uruçumirim, no atual outeiro da Glória, onde os franceses e tamoios estavam aquartelados. Durante a luta, uma flecha envenenada raspou o rosto de Estácio de Sá, que morreu posteriormente, vítima de infecção. Ao ataque, seguiu-se uma matança noturna, da qual as forças portuguesas e temiminós saíram vitoriosas. A partir daí, a cidade do Rio de Janeiro, que, entrementes, havia sido fundada por Estácio de Sá em 1565 no sopé do morro Cara de Cão, teve assegurada sua sobrevivência.
Nesse mesmo período, a monarquia portuguesa passou a conceder benefícios aos indígenas que contribuíram para a realização dos seus objetivos, como foi o caso de Arariboia. Tendo vivido nas fases iniciais da colonização portuguesa no Brasil, na segunda metade do século XVI, Arariboia teve um papel crítico para a vitória lusitana na luta pelo controle da Baía de Guanabara, frente a oposição dos tamoios e seus aliados franceses. Por ter sido um importante personagem no estabelecimento do domínio português sobre o atual território do estado do Rio de Janeiro, teve sua contribuição recompensada com a concessão de hábitos e comendas das ordens militares, também recebeu o título de capitão-mor de sua aldeia e sesmaria na margem oposta à cidade de São Sebastião do Rio de Janeiro. Tal sesmaria recebeu o nome de São Lourenço dos Índios, e posteriormente desenvolveu-se na atual cidade de Niterói.
Arariboia, assim como outros indígenas, foram decisivos para conquistas portuguesas no território brasileiro. Para os indígenas, a relação com os europeus não visava somente a concessão de benefícios. Em muitos casos, eles buscavam estabelecer as relações com objetivo de conquistar aliados para somar o seu contingente no combate contra seus inimigos. No caso de Arariboia, a aliança era vantajosa tanto para os temiminós quanto para os portugueses, que mantiveram relações com a família Souza por mais de meio século.

## Descendentes
Os descendentes de Araribóia formaram uma importante linhagem de lideranças indígenas, com capital político e econômico durante o período colonial. Dentre seus descendentes, podemos citar:

### Violante do Céu Soares de Souza

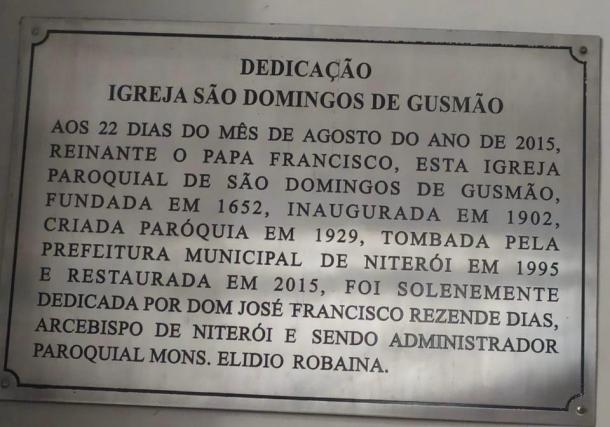
Placa comemorativa da igreja de São Domingos de Gusmão, fundada nas terras doadas por Violante do Céu, descendente de Arariboia.

Violante do Céu Soares de Souza foi uma mulher indígena descendente de Arariboia, casada com Domingos de Araújo. Doou as terras para a construção de uma capela em 1652, origem da atual Igreja de São Domingos de Gusmão, localizada em Niterói, na frente do Campus Gragoatá da Universidade Federal Fluminense.

### José Luíz de Arariboia Cardoso
José Luís do Nascimento Cardoso fundou a Comissão Glorificadora a Martim Afonso Arariboia - também referida como Devoção a São Lourenço, tendo sido presidente da Comissão. José Luiz se apresentou como sendo da 12ª geração de descendentes do chefe temiminó Arariboia, justificativa utilizada para ter passado a assinar nos trabalhos da Comissão como José Luís de Arariboia Cardoso. Foi arquivista e zelador da Igreja de São Lourenço dos Índios, desempenhando um papel fundamental na organização dos trabalhos da Comissão Glorificadora
O feriado de 22 de novembro passou a ser "Dia de Arariboia" na cidade de Niterói a partir da reivindicação de José Luís, tendo se tornado feriado oficial a partir de 1909. Desde 2021, a data não é mais considerada feriado municipal. Outra importante contribuição da Comissão a partir da proposição de José Luiz foi a Transferência da posse da Igreja de São Lourenço dos Índios para a municipalidade de Niterói conforme a Portaria Nº 476, de 13 de junho de 1934, quando José Luíz de Arariboia Cardoso passa a ocupar a posição de arquivista e zelador enquanto funcionário público municipal. Se hoje pensamos em Arariboia como fundador mitológico de Niterói, isso se dá tanto a figura de José Luiz, como dos trabalhos da Comissão Glorificadora, que foi dissolvida em 1915, ainda que não se saiba a razão.

## Memória

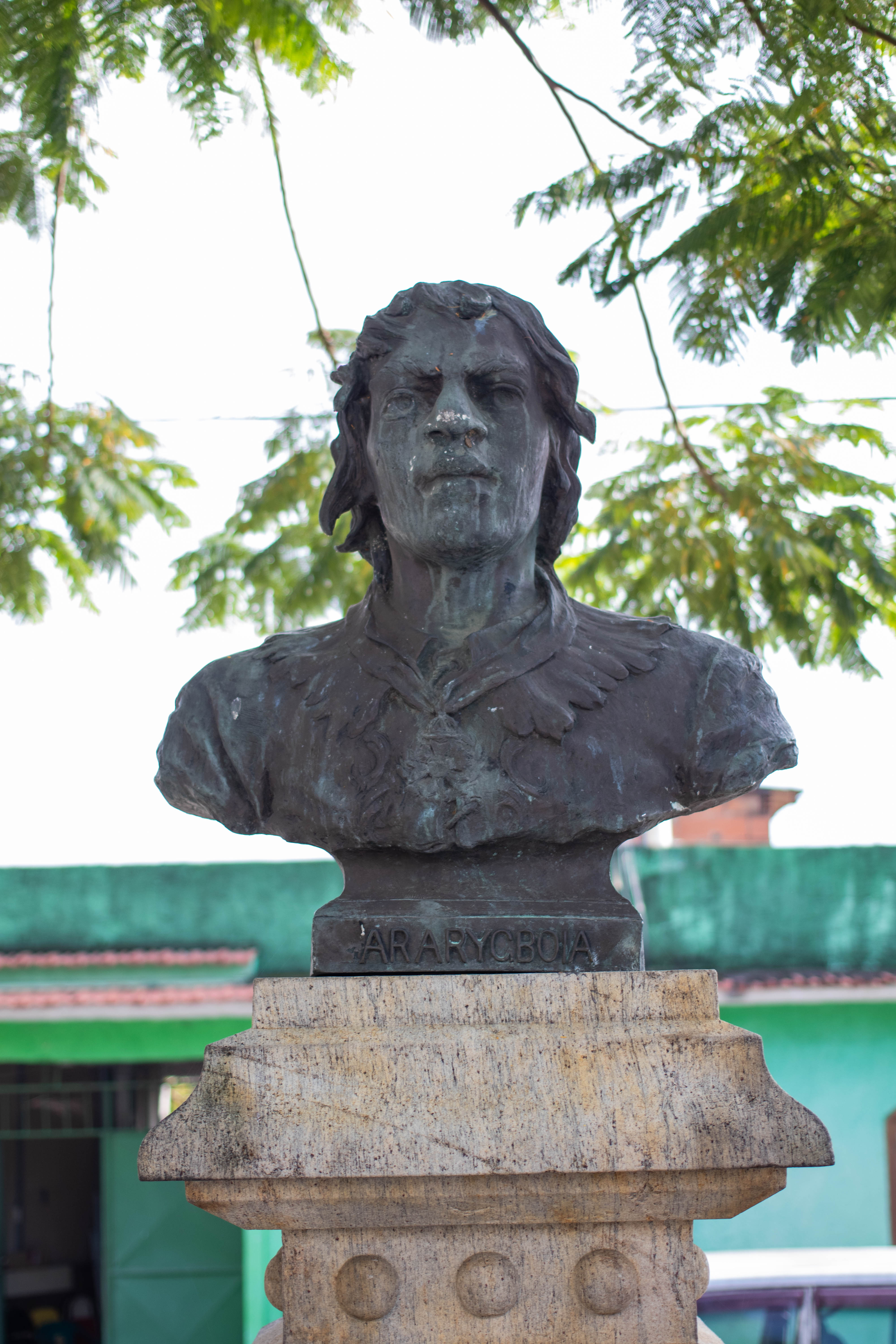
Busto de Arariboia que anteriormente foi colocado na Praça Arariboia, em 1914. Foi realocado para a Praça Gal Rondon, de frente para a Igreja de São Lourenço dos Índios, em 1973. Esta é uma representação cristianizada deste personagem histórico.

Arariboia é considerado o o fundador da cidade de Niterói, e também foi fundamental para a defesa da cidade do Rio de Janeiro, junto a Estácio de Sá durante um ataque as paliçadas aos pés do Pão de Açúcar e futuramente continuou a manter a segurança no local onde hoje se encontra a Praça XV. Arariboia é considerado então um dos fundadores do Rio de Janeiro, como citado pelo jornalista Rafael Freitas da Silva, o que vai de acordo com a citação de Fernão Cardim no busto de Arariboia, em frente à Igreja São Lourenço dos Índios (Niterói), com as frases "Sem elle nunca se tomaria o Rio de Janeiro" e "Capitão Mor índio Martim Affonso de Souza O Ararygboia Fundador da Cidade do Rio de Janeiro 1507 1568 e Nictheroy 1525".
Ao longo do tempo, a figura de Arariboia foi resgatada de diversas formas em torno da memória de Niterói. A origem da cidade remonta à concessão de terras ao líder temiminó Arariboia para a defesa das invasões francesas. A aldeia teve sua posse solene em 1573, quando recebeu a denominação de São Lourenço dos Índios. Apenas em 1819 passa a ser chamada de “Nictheroy”, água escondida em tupi-guarani.
Existem registros de que, desde a fundação da Aldeia de São Lourenço dos Índios, em 1573, eram feitas celebrações que mantinham viva a memória de Araribóia e o mito de fundação do lugar que, mais tarde, seria a cidade de Niterói. Entretanto, essas comemorações populares informais passaram a ganhar força a partir de sua apropriação e incentivo por meio dos representantes políticos. Em 1900, apenas um ano após a Proclamação, foi instituída em Niterói a Comissão Glorificadora de Araribóia que, dentre outras ações, estabeleceu o 22 de novembro como “Data de Fundação da cidade de Niterói” e encomendou um busto e um quadro em homenagem ao cacique, desempenhando importante papel para a construção do mito fundador da cidade.

### Monumentos em homenagem a Arariboia

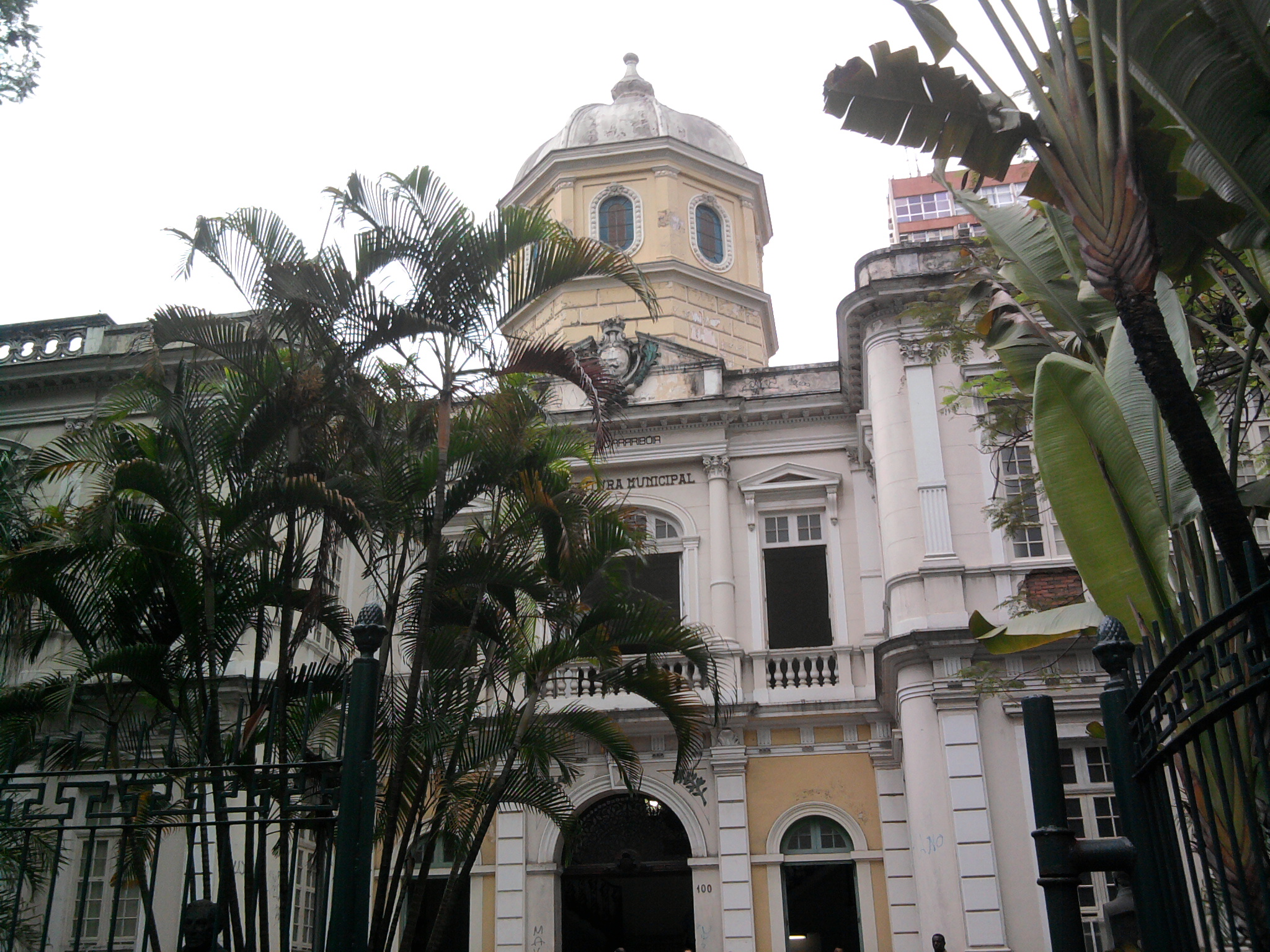
Palácio Arariboia, antiga sede da prefeitura de Niterói, inaugurado em 1910. Na década de 1990, o prédio foi tombado pela Prefeitura de Niterói e passou a abrigar a Secretaria Municipal de Fazenda e outros órgãos públicos municipais, passando por restaurações.

O Largo Martim Afonso, também conhecido como Largo do Mercado, existiu no centro de Niterói e foi urbanizado em 1911, recebendo o nome de Praça Arariboia. Em junho de 1847, foi inaugurado no local um chafariz com o nome Martim Afonso. Após transferências de local ao longo dos anos, o chafariz foi desmontado em 1953, e suas peças desapareceram. Houve tentativas posteriores de sua reconstrução, mas não foram bem sucedidas.
Uma estátua em sua homenagem, erguida em 1965, pode ser vista na praça, em frente à estação das barcas, também conhecida como Estação Arariboia. Com os olhos voltados para a baía de Guanabara, protege a cidade de Niterói. A antiga sede da prefeitura municipal tem o nome de Palácio Arariboia em sua homenagem.

#### Monumento ao Índio Arariboia (Vitória, ES)
Outra estátua de Araribóia foi construída em bronze no começo da década de 1950, em Vitória, no Espírito Santo, pelo escultor Carlo Crepaz, por encomenda da prefeitura da cidade. Apesar de, atualmente, ser uma das representações de Araribóia, originalmente a estátua representaria os indígenas de modo geral, sendo intitulada “O Índio”, mas seu simbolismo foi alterado pela vontade popular, passando a ser apelidada de “O Índio Araribóia”.
Durante a construção da Avenida Marechal Mascarenhas de Morais (Beira-Mar), em 1963, o monumento foi retirado e guardado em um depósito. Esse movimento inspirou, na época, uma popular marchinha de carnaval, de Júlio Alvarenga - “Bota o Índio no Lugar”: “Bota o índio no lugar/ele quer tomar banho de mar /Bota o índio no lugar/ ele é da Avenida Beira – Mar/Era Araribóia/ ele quer voltar prá lá/ Doutor, por favor/ Bota o índio no lugar”. O sucesso da marchinha e a pressão popular levaram o governo a devolver a estátua de Araribóia para seu lugar, ainda em 1963, pelo processo nº 904/63.
Durante as décadas seguintes, a estátua de Araribóia foi movida para diversos outros locais na cidade, tendo sido colocada em seu atual local, no Clube de Regatas Saldanha da Gama, em 2014, após receber uma revitalização. Apesar de diversos cuidados, o monumento foi vandalizado e, atualmente, está sem o seu arco, devido a furtos.

#### Pedra da Onça
A Pedra da Onça (também chamada de Pedra dos Amores), é um dos principais pontos turísticos do bairro da freguesia, na Ilha do Governador, na cidade do Rio de Janeiro, localizada na Praia de Guanabara, também conhecida como Praia da Freguesia ou do Bananal. A escultura que se ergue sobre a então chamada Pedra dos amores, fundada em 1937, representa um gato maracajá, espécie de gato selvagem que habitava a ilha. Na verdade, a espécie era muito comum na América Latina, habitando diversos países desde o México ao norte da Argentina (Caetano, et. al. 2021). A ilha do governador chegou a ser chamada de "ilha do gato", pela expressão da habitação desses animais. Os nativos da ilha, da etnia Temiminó, eram popularmente chamados também de "maracajás".
A primeira versão do gato de pedra tem sua autoria controversa, já que alguns indícios a atribuem a João Zaco Paraná, outros ao artista plástico Galdino Guttman Bicho. De qualquer forma, foi uma iniciativa dos próprios moradores locais. Porém, anos de deterioração fizeram com que os moradores se reorganizassem para substitui-la. A nova estrutura foi feita por Miguel Pastor, em 1965, a partir de quando passou a ser chamada "Pedra da Onça", pela grande proximidade da aparência dessa espécie, o gato Maracajá, com uma onça, especialmente por sua pelagem pintada.

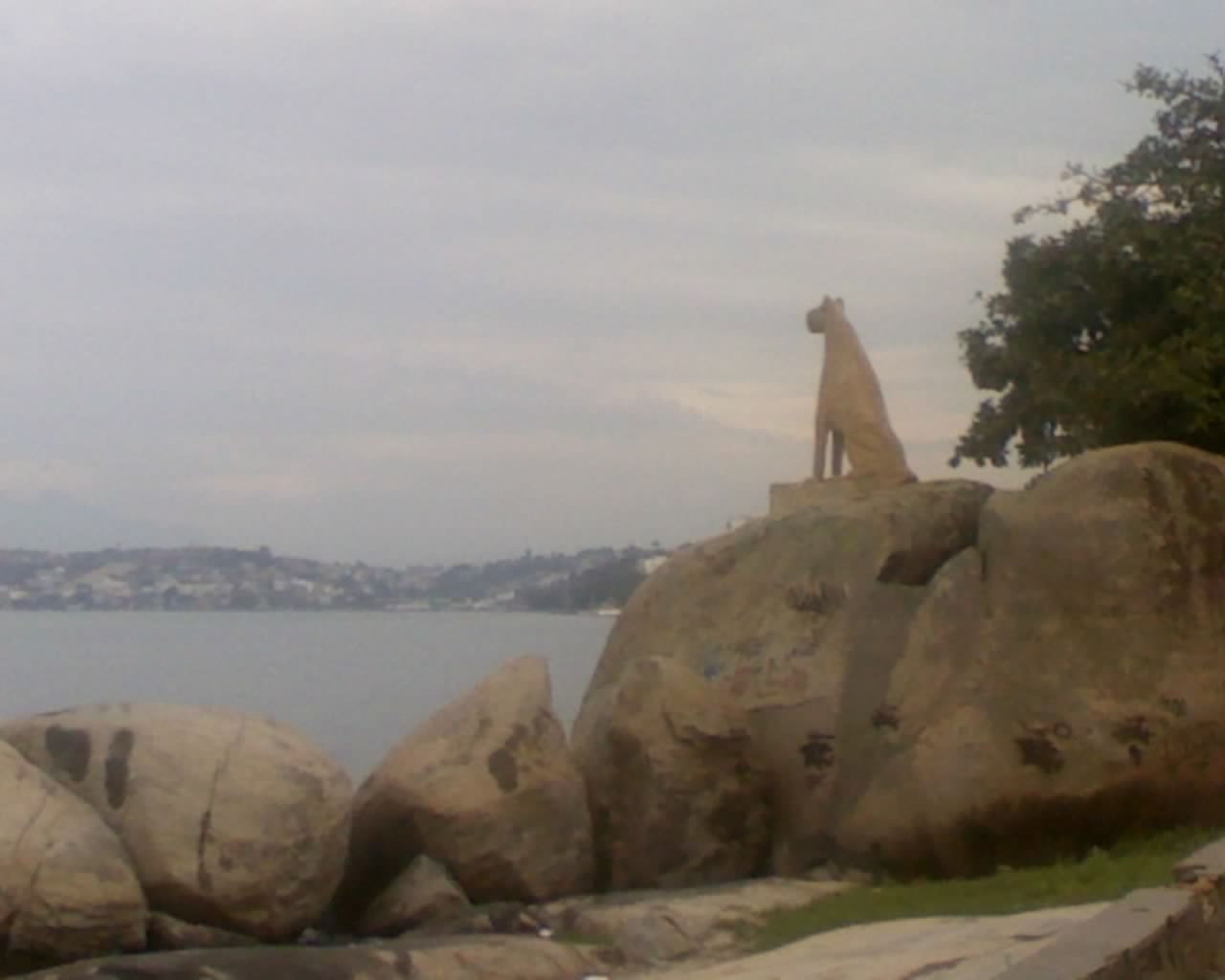
Estátua da Pedra da Onça, localizada na Ilha do Governador, na Praia da Guanabara. Foi erguida na Pedra dos Amores e representa um gato maracajá, uma espécie de gato selvagem que habitava a ilha. A Pedra da Onça guarda diversas histórias mitológicas que gira entorno de um jovem Termininó e seu gato de estimação.

A Pedra da Onça guarda uma história mitológica com várias interpretações de uma mesma lenda, que gira em torno de uma jovem Temiminó e seu gato de estimação. Nas três versões mais populares, o cerne da narrativa é o gato que morre esperando o retorno de sua companheira do mar, que nunca acontece.
A primeira versão diz que a jovem e o gato iam todos os dias para a praia para que ela se banhasse, enquanto ele a aguardava na pedra. Nesse dia, porém, ela não regressou, e ele permaneceu ali, aguardando a sua volta, até que morresse de fome e tristeza. Noutra versão, estariam eles acompanhados do pai dela, que ia pescar enquanto eles aguardavam na praia. Nessa narrativa, a menina teria ido procurar o pai, que não estava retornando, e acabou não voltando também. Por fim, a terceira versão é bem parecida com essa, mas quem os acompanhava, e que havia sumido, seria o seu esposo. Em todas essas versões, os nativos teriam encontrado o corpo do gato e, ao dar por falta da jovem, deduziram a causa da sua morte.
Há ainda uma quarta versão que não tem como personagem um gato maracajá, mas propriamente um tigre. Nessa lenda, a protagonista é Inaê, uma das protetoras da ilha e do povo Temiminó, que tinha como companheiro um tigre dente-de-sabre. Esta lenda trás um pouco mais de mística, visto que o animal em questão era já uma espécie extinta, que foi encontrado por ela em uma viagem que fez por um portal no rio, aí passado, encontrando espécies gigantes e desconhecidas. Ao voltar para o presente, Inaê traz o tigre que salvou do afogamento, nomeado Baipu, cuja espécie ninguém na ilha conhecia, mas que havia criado um imenso carinho por ela.
Reconhecendo o valor tanto artístico, como cultural e histórico, foram feitas duas propostas para o tombamento junto à câmara municipal do Rio de Janeiro: o projeto 1418 de 2015 e 381, de 2017. Há uma preocupação muito grande em fazer com que o tombamento seja feito o quanto antes e, junto a ele, uma restauração adequada da estátua, já que, assim como ocorreu com a primeira, há o risco de ela se deteriorar. Junto a isso, há uma problemática da descaracterização do monumento por restaurações voluntárias que não sigam os padrões, como foi feita voluntariamente por um morador em 2019. Além da restauração, mostram também preocupação com as pichações nas bases das pedras, além da segurança do espaço durante a noite.
Lendas como as que contam a história da pedra da onça se tornaram palco de amplas pesquisas acadêmicas, onde surge o conceito de "geomitologia", cunhado por Dorothy Vitaliano, que seria a "ciência que se dedica ao estudo da origem dos mitos mediante eventos geológicos, convertendo mitologia de volta em história." A UNIRIO vem desenvolvendo dois projetos nesse sentido para a cidade do Rio de Janeiro, que englobam pesquisar e ações sobre a pedra da onça: o GeoTales, grupo de performances artísticas, e o grupo de pesquisa "Geomitologia, geopolítica e paleontologia cultural: interfaces entre a geopoética e as artes", ambos girando em torno dessa proposta de analisar fatores sociais, geográficos, históricos, através dos mitos e das lendas.

### A memória popular

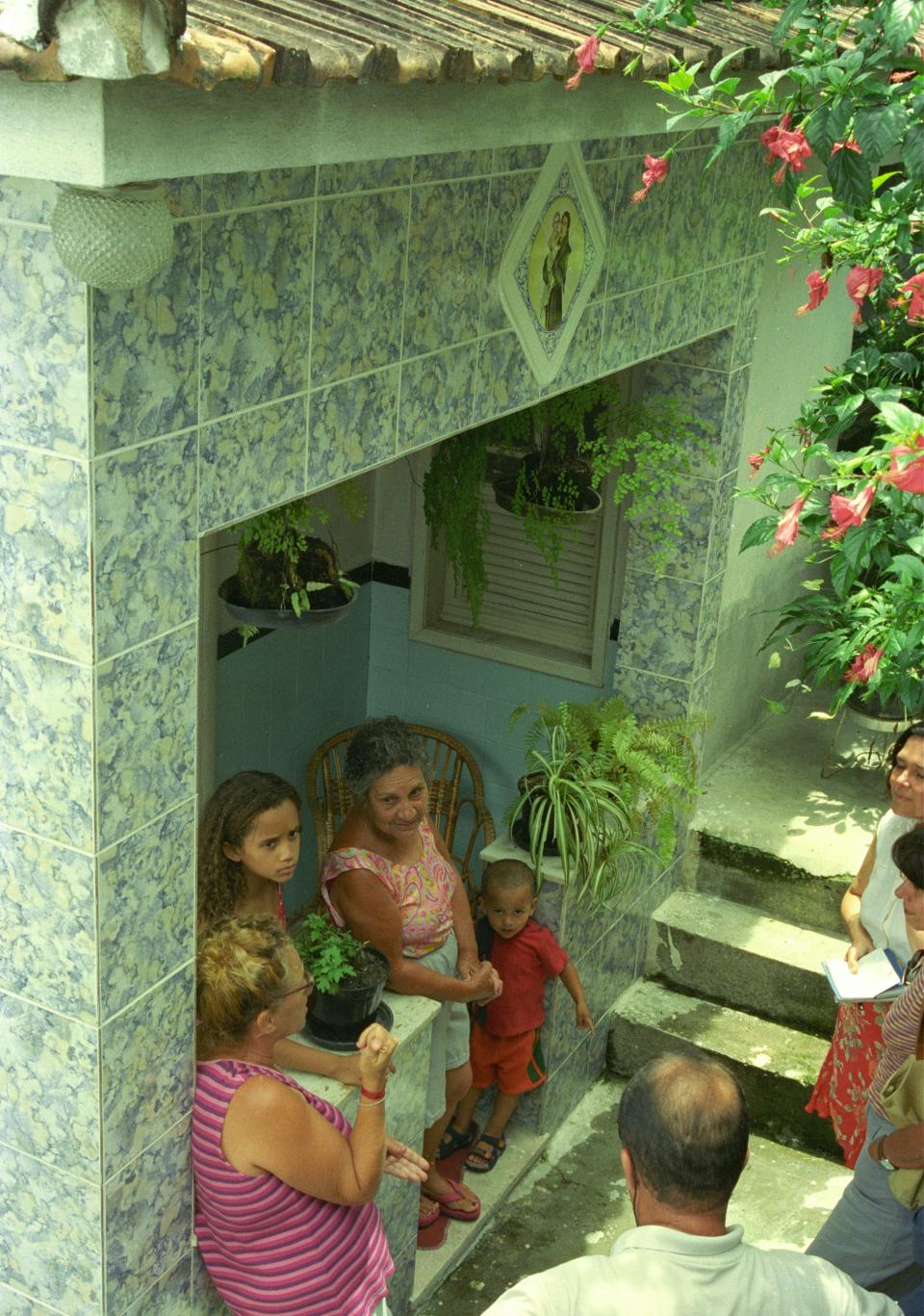
Entrevistas na casa de Maria do Carmo e Gilda. A imagem foi produzida por estudantes da graduação em História pela UFF no ano de 2003 e faz parte da coleção São Lourenço dos Índios, no acervo do LABHOI-UFF.

A memória popular é um aspecto importante para a construção histórica de um lugar. Partindo deste princípio, o Laboratório Oral de História e Imagem da Universidade Federal Fluminense (LABHOI-UFF) organizou uma série de pesquisas sobre o bairro São Lourenço, que incluiu registros fotográficos e entrevistas com os moradores.[carece de fontes?]
A maior parte das entrevistas foram feitas em 2003 por alunos da graduação em História da UFF. A professora Hebe Mattos, integrante do Laboratório de História Oral e Imagem ministrava aulas de História Oral e a realização dessas entrevistas foi parte do trabalho final da disciplina. A professora Maria Regina Celestino de Almeida, do departamento de História da UFF, também participou das atividades. Os estudantes Lohana Brito de Freitas, Marília Nogueira dos Santos e Tarso Tavares Vicente foram os responsáveis pelas entrevistas de duas irmãs: Maria do Carmo Pinto Rodrigues e Gilda Pinto. Entre as várias histórias sobre a infância e as mudanças no bairro ao longo dos anos, essas mulheres contaram que os moradores locais as reconheciam como as “descendentes” de Araribóia. Segundo as irmãs, a família falava pouco sobre o passado, mas afirmavam que a bisavó delas fazia parte da sétima geração direta de descendentes do Araribóia. Por esse motivo, elas eram reconhecidas pelas pessoas como tendo “sangue de Araribóia". Maria do Carmo conta também que durante as festividades que aconteciam no bairro e na cidade de Niterói, a figura desse indígena era sempre trazida como símbolo fundador desses locais.
As histórias contadas pelas irmãs mostram a importância que a memória popular na preservação de uma história de figuras importantes, dos fatos históricos e da construção de alguns locais a partir das percepções dos seus moradores. Tais histórias vão passando de geração em geração e podem ser usadas pelos historiadores, junto com outras fontes, as suas pesquisas.

#### Comissão Glorificadora a Martim Afonso - Arariboia

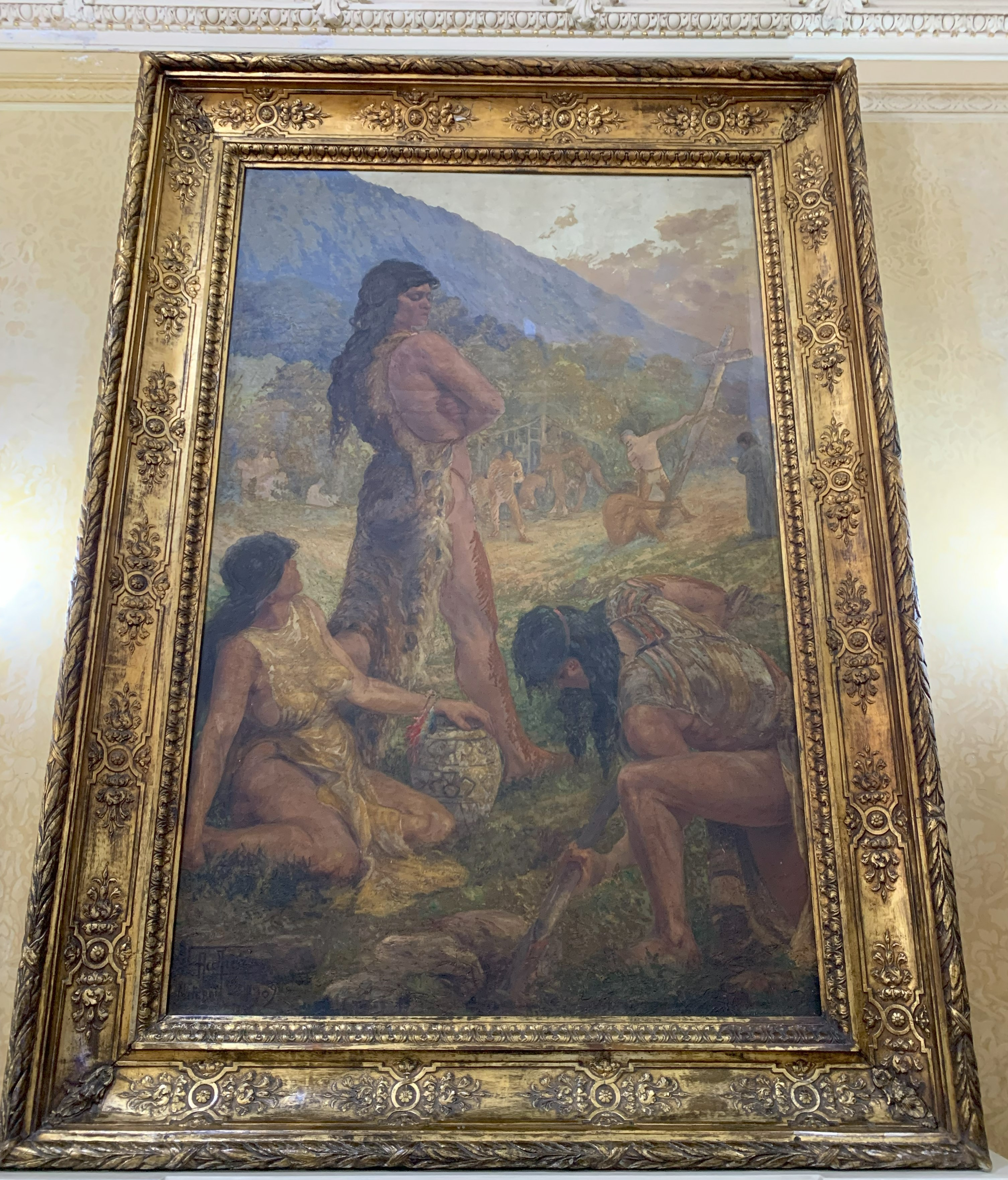
Fundação de Niterói, 1909. Pintura de Antônio Parreiras. Óleo sobre tela. 200 x 300 cm. Coleção da Prefeitura Municipal de Niterói. Palácio Arariboia. Niterói, RJ.

As ideias de como ele deveria ser representado pela pintura eram divergentes. Para a comissão e seus apoiadores, que buscavam fortalecer o sentimento de orgulho à população, deveria ser enaltecido como um herói local que lutou a favor dos interesses dos colonizadores e como um cristão estimado pelo próprio rei. Antônio Parreiras, por sua vez, possuía uma visão diferente: buscou representar Arariboia a partir de traços identitários nativos. No quadro Fundação de Niterói (1909), o líder é representado trajando uma pele de animal, sem trajes tidos como coloniais.
A posição de Parreiras não foi consensualmente aplaudida na época e, de comum acordo com alguns representantes do legislativo municipal, a Comissão Glorificadora não aceitou a expô-la no interior da Câmara Municipal, sendo disposta então no Salão Nobre da antiga Prefeitura, o chamado Palácio Arariboia. A obra continua no mesmo local (atual Secretaria da Fazenda de Niterói, atualmente no gabinete do Secretário da Fazenda do município).
Em 1911, na gestão do prefeito Feliciano Sodré, a Comissão demandou que Parreiras produzisse uma escultura que representasse Arariboia de forma mais ocidentalizada e devidamente condecorado com símbolos portugueses. Sua inauguração foi feita no dia 22 de novembro de 1912, em comemoração ao aniversário da cidade, com a execução do hino a Arariboia (hino oficial da cidade desde 1910) e a realização de uma missa na Igreja de São Lourenço dos Índios, cerimônias que fazem parte da tradição de celebração do aniversário da cidade. Depois da celebração foi servido um lanche na residência de José Luiz de Arariboia Cardoso. Na parte da tarde, foi feita uma “procissão cívica” que levou o busto do morro de São Lourenço até a antiga prefeitura, o Palácio Arariboia, em que foi colocado no Salão Nobre, mesmo local onde se encontrava o quadro de Antônio Parreiras. Após três anos, o busto foi transferido para a praça Martim Afonso/Arariboia e, em 1955, foi reinaugurado no local onde se encontra até hoje: a praça em frente à Igreja de São Lourenço dos Índios.

#### Moeda Social Arariboia
Em 2021, foi criada a Moeda Social Arariboia, um programa de redistribuição de renda para as famílias mais carentes da cidade.